# Peter Kranke
 (juin 2024).
La mise en forme du texte ne suit pas les recommandations de Wikipédia : il faut le « wikifier ».
Les points d'amélioration suivants sont les cas les plus fréquents. Le détail des points à revoir est peut-être précisé sur la page de discussion.
- Les titres sont pré-formatés par le logiciel. Ils ne sont ni en capitales, ni en gras.
- Le texte ne doit pas être écrit en capitales (les noms de famille non plus), ni en gras, ni en italique, ni en « petit »…
- Le gras n'est utilisé que pour surligner le titre de l'article dans l'introduction, une seule fois.
- L'italique est rarement utilisé : mots en langue étrangère, titres d'œuvres, noms de bateaux, etc.
- Les citations ne sont pas en italique mais en corps de texte normal. Elles sont entourées par des guillemets français : « et ».
- Les listes à puces sont à éviter, des paragraphes rédigés étant largement préférés. Les tableaux sont à réserver à la présentation de données structurées (résultats, etc.).
- Les appels de note de bas de page (petits chiffres en exposant, introduits par l'outil «  Source ») sont à placer entre la fin de phrase et le point final[comme ça].
- Les liens internes (vers d'autres articles de Wikipédia) sont à choisir avec parcimonie. Créez des liens vers des articles approfondissant le sujet. Les termes génériques sans rapport avec le sujet sont à éviter, ainsi que les répétitions de liens vers un même terme.
- Les liens externes sont à placer uniquement dans une section « Liens externes », à la fin de l'article. Ces liens sont à choisir avec parcimonie suivant les règles définies. Si un lien sert de source à l'article, son insertion dans le texte est à faire par les notes de bas de page.
- La présentation des références doit suivre les conventions bibliographiques. Il est recommandé d'utiliser les modèles {{Ouvrage}}, {{Chapitre}}, {{Article}}, {{Lien web}} et/ou {{Bibliographie}}. Le mode d'édition visuel peut mettre en forme automatiquement les références.
- Insérer une infobox (cadre d'informations à droite) n'est pas obligatoire pour parachever la mise en page.

Pour une aide détaillée, merci de consulter Aide:Wikification.
Si vous pensez que ces points ont été résolus, vous pouvez retirer ce bandeau et améliorer la mise en forme d'un autre article.
 (juin 2024).
Peter Kranke (né le 10 juillet 1973 à Würzburg) est un anesthésiste allemand et professeur d'anesthésiologie à la clinique universitaire de Würzburg. Kranke est connu pour la réalisation d'études cliniques et de revues systématiques dans le contexte de la médecine périopératoire, de la recherche clinique axée sur l'Evidence-based Medicine ainsi que d'études interventionnelles et observationnelles, notamment sur les nausées et vomissements postopératoires. Son domaine de responsabilité et d'intérêt clinique est, entre autres, l'anesthésie et l'analgésie en obstétrique.

## Biographie
Kranke a étudié la médecine à l'Université Julius Maximilian de Würzburg de 1994 à 1999 et de 1999 à 2000 à l'Université Ruprecht Karls à Heidelberg et à l' hôpital cantonal de Baden en Suisse (année de stage). Il a obtenu l'autorisation d'exercer la médecine en 2000 et a obtenu son doctorat en 2001. méd. avec magna cum laude. Il devient spécialiste en 2006 et termine son habilitation la même année. Le sujet de l'écrit était : « Optimisation des processus périopératoires par l'application de l'Evidence-based Medicine et des résultats de la recherche sur les résultats à l'exemple de la prévention des nausées et des vomissements après une anesthésie ». Parallèlement à son activité professionnelle, il a suivi un cursus de Master of Business à la faculté des sciences économiques de l'université de Würzburg, où il a obtenu un MBA en 2005. En 2007, il a été nommé chef de clinique à la clinique et polyclinique d'anesthésiologie de l'université de Würzburg. Depuis 2008, il y est directeur de la recherche clinique. En 2009, il a accepté un poste de professeur d'anesthésiologie à l'université de Würzburg. En 2013, il a reçu un appel à candidature pour un poste de professeur d'anesthésiologie à l'université de Cologne (refusé). Outre sa spécialisation en anesthésiologie, Kranke possède les qualifications complémentaires en médecine intensive, médecine d'urgence, traitement de la douleur, médecine palliative, acupuncture et gestion de la qualité médicale, ainsi que diverses qualifications en rapport avec la réalisation d'études cliniques (investigateur, formation GCP). Dans le domaine de l'enseignement universitaire, Kranke a obtenu en 2014 le certificat « Hochschullehre Bayern ». Depuis 2016, il est chargé de cours à la clinique et polyclinique d'anesthésiologie de la clinique universitaire de Würzburg.
Depuis sa prise de fonction en tant que chef de clinique, son domaine de responsabilité et d'intérêt clinique est l'anesthésie obstétricale. Kranke dirige depuis 2007 le service d'anesthésie de la clinique gynécologique de l'hôpital universitaire de Würzburg et est surtout actif dans le domaine de l'analgésie et de l'anesthésie obstétricales en tant qu'expert.
Le « Groupe de travail sur les études cliniques » dirigé par Kranke est en mesure de mener avec compétence des projets de recherche clinique visant à approuver des interventions pharmacologiques (IMP, Phase II ou III) ou à évaluer des dispositifs médicaux grâce à ses diverses expériences et réseaux. En outre, le groupe de travail réalise des revues systématiques, notamment selon les critères de la Collaboration Cochrane, sur les interventions dans le domaine de la santé publique, accompagnées d'une évaluation économique des avantages.

## Contribution scientifique
L'objectif du travail scientifique de Kranke était, d'une part, un travail d'observation sur l'incidence et les facteurs de risque de nausées et de vomissements après une anesthésie (nausées et vomissements postopératoires ; PONV), des études auto-initiées sur l'efficacité et la tolérabilité des antiémétiques,, et des études d'approbation de la pharmacothérapie antiémétique en phases II et III,, ainsi que des revues systématiques sur diverses interventions dans le contexte périopératoire, incluant de nombreux antiémétiques,,. De plus, une variété de modélisation d'outils pronostiques dans le cadre de la prédiction des NVPO, des frissons et d'autres paramètres ainsi que des analyses pharmacoéconomiques et des études sur les effets des algorithmes sur la qualité des traitements ont été effectués. L'accent mis sur la médecine factuelle dans le contexte de l'anesthésie a rapidement conduit aux premières revues Cochrane dans le domaine de la médecine périopératoire et des domaines connexes, qui constituent un axe important du travail du groupe sur les patients, et au développement d'autres revues Cochrane y compris leurs mises à jour régulières,. L'accent mis sur la médecine factuelle a conduit à la participation à de nombreux comités de consensus et de lignes directrices,. Outre la médecine périopératoire en général, l’analgésie et l’anesthésie obstétricales constituent un autre domaine d’intérêt. Ici en particulier sur la recherche de procédures alternatives pour l'analgésie obstétricale, par ex. B. avec des contre-indications à la mise en œuvre de procédures d'analgésie neuraxiale, telles que l'analgésie péridurale,, et à leur mise en œuvre sûre. Les patients et les collaborateurs ont très tôt souligné les résultats marquants du chercheur Yoshitaka Fujii,,,. Ces résultats ont longtemps été niés, mais ont finalement été confirmés par de nouvelles analyses complexes,.

## Prix
- 2022 : Nommé Fellow de la Société européenne d'anesthésie et de soins intensifs, FESAIC (Fellow of the European Society of Anaesthesiology and Intensive Care)
- 2018 : Prix August Bier de la DGAI
- 2016 : Prix Carl-Ludwig-Schleich de la DGAI[32]
- 2013 : Subvention pour les méta-analyses de l'ESA
- 2004 : 1er prix Lilly Quality-of-Life

## Adhésions à des associations scientifiques
Kranke a été rédacteur en chef de l'European Journal of Anaesthesiology de 2009 à 2018, est membre du panel d'experts de la revue Anesthésiologie Médecine intensive Médecine d'urgence Thérapie de la douleur et a occupé différents postes au sein de l'European Society of Anaesthesiology (notamment membre puis président du Scientific Committee for Evidence-based Medicine and Quality Improvement, membre du Scientific Committee on Obstetric Anaesthesia, membre et président du Guideline Committee de janvier 2021 à décembre 2023, past-président depuis le 1er janvier 2024).
Il est membre du comité obstétrique (2016-2020, 2020-2024 et 2024-2028) de la Fédération mondiale des sociétés d'anesthésiologistes (WFSA).
Kranke est co-auteur des conférences internationales de consensus sur la prise en charge des nausées et vomissements postopératoires (NVPO), y compris leurs mises à jour régulières et la recommandation européenne sur le jeûne préopératoire. Au sein de la Société allemande d'anesthésiologie, il occupe entre autres depuis 2015 la fonction de secrétaire du groupe de travail scientifique sur l'anesthésie régionale et l'anesthésie obstétricale (depuis 2017 : 2e porte-parole du groupe de travail nouvellement créé « Anesthésie obstétricale » de la DGAI) et est membre de la commission de programme du CAD pour le domaine de l'anesthésie obstétricale ainsi que de la commission de recherche clinique. Depuis le 1er janvier 2024, Kranke est le premier porte-parole du groupe de travail sur l'anesthésie obstétricale de la DGAI. En tant que représentant de la Société allemande d'anesthésiologie et de médecine intensive, Kranke a accompagné et accompagne de nombreux projets de directives de la DGAI (thérapie volumique ; « Die geburtshilfliche Analgesie und Anästhesie ») ou de la Société allemande de gynécologie et d'obstétrique (« Die sectio caesarea » et « Die vaginale Geburt am Termin »). Depuis 2011, Kranke est membre du groupe de travail « Révision du chapitre 5 - albumine humaine des lignes directrices transversales sur l'hémothérapie » du groupe de travail permanent « Lignes directrices transversales sur le traitement avec des composants sanguins et des dérivés du plasma » du comité scientifique.

## Publications
Livres
- Anesthésie obstétricale. Springer, 2017,  (ISBN 978-3-662-54374-0).
- avec Leopold Eberhart (éd.): Nausées et vomissements dans la phase périopératoire (NVPO) : Évaluation des risques, prévention et traitement dans la pratique clinique, Deutscher Ärzte-Verlag, 2012,  (ISBN 978-3-7691-1286-3)
- en tant que rédacteur avec Leopold Eberhart: Fast-Track Anesthesia. UNI-MED, 2009,  (ISBN 978-3-8374-1193-5).

Chapitres de livres (sélection)
- avec L. Eberhart, M. Anders et M. Reyle-Hahn : Phase postopératoire. Dans : Rolf Rossaint, Christian Werner, Bernhard Zwißler (éd.) : Anesthésiologie. 3. édition. Springer Verlag, Berlin/Heidelberg/New York 2012, chapitre 44.
- avec W. Wilhelm : Anesthésie en obstétrique et anesthésie en gynécologie. Dans : W. Wilhelm (éd.) : Pratique de l'anesthésiologie. Springer Verlag, Berlin/Heidelberg/New York 2018.
- avec Susanne Greve, Manfred Moertl, Heidrun Lewald, Thierry Girard : Anesthésie et analgésie en obstétrique. Dans : Constantin von Kaisenberg, Philipp Klaritsch, Irene Hösli-Krais (éd.) : Obstétrique. 6. édition. Springer Verlag, Berlin/Heidelberg/New York 2022.
- avec Dorothee Bremerich, Benedikt Schmid : Urgences liées à la grossesse. Dans : Gernot Marx, Elke Muhl, Kai Zacharowski, Stefan Zeuzem (éd.) : Médecine de soins intensifs. Springer Verlag, Berlin/Heidelberg/New York 2022.

Articles scientifiques
- Research Gate
- Pubmed